# Brooke Krueger-Billett
Brooke Krueger-Billett, född 9 juli 1980, är en australisk friidrottare. Hon deltog vid olympiska sommarspelen 2004.